# メガフォース
『メガフォース』（Megaforce）は、1982年、香港のゴールデン・ハーベスト製作、監督ハル・ニーダム、主演バリー・ボストウィック、アメリカ・香港合作の近未来SFアクション映画。

## ストーリー
神出鬼没の攻撃でアフリカの小国を脅かす東側・グエラ戦車隊を退治すべく、ホワイト大将とツアラは、テキサス州の砂漠の真ん中に秘密基地を構える、自由主義国家の為の超国家的組織・SCUFFを訪ね、秘密機動部隊・メガフォースの出動を要請する。エース・ハンター隊長は、ダラスら60人の隊員と装甲司令車「タック・コム」を始めとする超兵器車両を率いてグエラの補給基地を急襲、敵が体勢を立て直すまでに隣国に撤退する作戦を実行する。
作戦は上手く行ったかに見えたが、隣国が紛争を恐れてメガフォースの越境を拒否。さらにSCUFFの輸送機が唯一着陸できる干潟をグエラ戦車隊が封鎖、降伏を迫ってきた。メガフォースはグエラ戦車隊を後方から急襲、突破すると、迎えの輸送機に乗り込み、全員無事に脱出することに成功した。

## スタッフ
- 監督：ハル・ニーダム
- 製作：アルバート・S・ラディ
- 製作総指揮：レイモンド・チョウ
- 脚本：ジェームス・ウィッテカー、アルバート・S・ラディ、ハル・ニーダム、アンドレ・モーガン（英語版）
- 撮影：マイケル・バトラー
- 編集：スキップ・スクールニック（英語版）
- 音楽：ジェロルド・イメル（英語版）
- 録音：ジャック・ソロモン
- メカニックデザイン製作：ウイリアム・フレデリック
- スタントチーム統括：ロバート・バス
- 技術顧問：デビッド・ワグナー大佐
- 美術：ジョエル・シラー、キャロル・ウェンジャー
- 視覚効果スーパーバイザー：ウィリアム・メサ
- 特殊効果：エリック・ロバーツ
- マットペインティング：ジム・ダンフォース
- VFX：イントロヴィジョン・インターナショナル

## キャスト
※括弧内は日本語吹き替え（初回放送：1986年4月13日 テレビ朝日 『日曜洋画劇場』※ソフト未収録。）
- エース・ハンター：バリー・ボストウィック（津嘉山正種）
- ツアラ：パーシス・カンバッタ（鈴木弘子）
- ダラス：マイケル・ベック（井上和彦）
- イワン：マイケル・クルクサー（及川ヒロオ）
- グエラ：ヘンリー・シルヴァ（樋浦勉）
- ホワイト大将：エドワード・マルヘアー（中村正）
- エガストラム：ジョージ・ファース（増岡弘）
- ザック：ラルフ・ウィルコックス（秋元羊介）

## その他
- バンダイより劇中車がプラモデルで発売されていた。1/16メガ・クルーザー（1500円）で、ジュラルミン・シャーシを使用したモーター駆動のオモチャ然とした物である。パッケージ横の解説によると「メガフォースは、世界109か国から選出されたミリタリーエリート38,000名で編成。指令車“タックコム”3台、高速装甲車“メガ・クルーザー”70台、小型装甲オートバイ“モト・デストロイヤー”130台、大型輸送機“ハーキュリーズ”13機を装備」となっている。